# Campionato europeo maschile under 19 di calcio 2008
Il Campionato europeo di calcio Under-19 2008 è stata la 56ª edizione del Campionato europeo di calcio Under-19 organizzato dalla UEFA, che si sono svolti in Repubblica Ceca dal 14 al 26 luglio 2008.
Le 4 squadre semifinaliste e le terze dei gironi si sono qualificate per i Mondiali under-20 che si sono tenuti nel 2009 in Egitto.

## Squadre

### Squadre qualificate
| Squadra     |
| ----------- |
| Germania    |
| Ungheria    |
| Spagna      |
| Bulgaria    |
| Rep. Ceca   |
| Grecia      |
| Italia      |
| Inghilterra |

## Gli stadi
Sono sei gli stadi scelti per ospitare la manifestazione:
| Città              | Stadio                 | Capacità |
| ------------------ | ---------------------- | -------- |
| Žižkov             | FK Viktoria Stadion    | 5.600    |
| Jablonec nad Nisou | Stadio Střelnice       | 4.984    |
| Plzeň              | Struncovy Sady Stadion | 7.842    |
| Mladá Boleslav     | Městský Stadion        | 5.000    |
| Příbram            | Na Litavce Stadium     | 9.100    |
| Liberec            | U Nisy Stadium         | 9.090    |

## Gironi finali
| Leggenda                                                    |
| ----------------------------------------------------------- |
| Qualificate alla semifinale e per il Mondiale Under-20 2009 |
| Qualificata per il Mondiale Under-20 2009                   |

### Girone A

#### Classifica
| Squadre  | Punti | G | V | N | P | GF | GS | DR |
| -------- | ----- | - | - | - | - | -- | -- | -- |
| Germania | 9     | 3 | 3 | 0 | 0 | 7  | 2  | +5 |
| Ungheria | 6     | 3 | 2 | 0 | 1 | 3  | 2  | +1 |
| Spagna   | 3     | 3 | 1 | 0 | 2 | 5  | 3  | +2 |
| Bulgaria | 0     | 3 | 0 | 0 | 3 | 0  | 8  | -8 |

#### Risultati
| Arbitro: | Albert Toussaint |

|            |           |  |
| Németh 10’ | Marcatori |  |

| Arbitro: | William Collum |

|                                |           |          |
| Sukuta-Pasu 7’ Ömer Toprak 50’ | Marcatori | 66’ Alba |

| Arbitro: | Aleksandar Stavrev |

|  |           |          |
|  | Marcatori | 71’ Nagy |

| Arbitro: | Svein Oddvar Moen |

|                                      |           |  |
| Diekmeier 16’ Nsereko 43’ Bender 56’ | Marcatori |  |

| Arbitro: | Dejan Filipović |

|           |           |                        |
| Simon 74’ | Marcatori | 35’ Reinartz 76’ Risse |

| Arbitro: | Olivier Thual |

|                                     |           |  |
| Aaron 13’ N'sue 16’, 52’ Mérida 63’ | Marcatori |  |

### Girone B

#### Classifica
| Squadre     | Punti | G | V | N | P | GF | GS | DR |
| ----------- | ----- | - | - | - | - | -- | -- | -- |
| Italia      | 5     | 3 | 1 | 2 | 0 | 5  | 4  | +1 |
| Rep. Ceca   | 4     | 3 | 1 | 1 | 1 | 5  | 4  | +1 |
| Inghilterra | 4     | 3 | 1 | 1 | 1 | 3  | 2  | +1 |
| Grecia      | 2     | 3 | 0 | 2 | 1 | 1  | 3  | -2 |

#### Risultati
| Arbitro: | Aleksandar Stavrev |

|                |           |  |
| Necid 54’, 58’ | Marcatori |  |

| Arbitro: | Dejan Filipović |

|            |           |                     |
| Pavlis 23’ | Marcatori | 90’ (rig.) Paloschi |

| Liberec 17 luglio 2008, ore 18:00 CET | Rep. Ceca        | 0 – 0 referto | Grecia | Stadion u Nisy\| Arbitro: \| Albert Touissant \| |
| Arbitro:                              | Albert Touissant |               |        |                                                  |

| Jablonec nad Nisou 17 luglio 2008, ore 20:00 CET | Inghilterra   | 0 – 0 referto | Italia | Chance Arena\| Arbitro: \| Olivier Thual \| |
| Arbitro:                                         | Olivier Thual |               |        |                                             |

| Arbitro: | William Collum |

|                                                   |           |                            |
| Poli 22’, 79’ Bonaventura 56’ Paloschi 72’ (rig.) | Marcatori | 23’ Necid 58’, 86’ Morávek |

| Arbitro: | Svein Oddvar Moen |

|                                        |           |  |
| Mee 48’ Sears 68’ (rig.) Sturridge 85’ | Marcatori |  |

## Fase a eliminazione diretta
|  | Semifinali | Semifinali | Semifinali |        |          | Finale   | Finale | Finale |  |
|  |            |            |            |        |          |          |        |        |  |
|  | 1A         | Germania   | 2          |        |          |          |        |        |  |
|  | 1A         | Germania   | 2          |        |          |          |        |        |  |
|  | 2B         | Rep. Ceca  | 1          |        |          |          |        |        |  |
|  | 2B         | Rep. Ceca  | 1          |        | Germania | Germania | 3      |        |  |
|  |            |            |            |        | Germania | Germania | 3      |        |  |
|  |            |            | Italia     | Italia | 1        |          |        |        |  |
|  | 1B         | Italia     | Italia     | Italia | 1        | 1        |        |        |  |
|  | 1B         | Italia     |            |        |          |          |        |        |  |
|  | 2A         | Ungheria   | 0          |        |          |          |        |        |  |

### Semifinali
| Arbitro: | Svein Oddvar Moen |

|                |           |  |
| Forestieri 65’ | Marcatori |  |

| Arbitro: | Olivier Thual |

|                            |           |           |
| Risse 17’ Sukuta-Pasu 119’ | Marcatori | 24’ Necid |

### Finale
| Arbitro: | William Collum |

|                                        |           |                      |
| Bender 24’ Sukuta-Pasu 68’ Gebhart 79’ | Marcatori | 77’ Raggio Garibaldi |

## Marcatori
4 goal
- Tomáš Necid

3 goal
- Richard Sukuta-Pasu

2 goal
- Marcel Risse
- Lars Bender
- Alberto Paloschi
- Andrea Poli
- Jan Morávek
- Emilio N'sue

1 goal
- Savio Nsereko
- Timo Gebhart
- Dennis Diekmeier
- Stefan Reinartz
- Ömer Toprak

1 goal
- Fernando Forestieri
- Silvano Raggio Garibaldi
- Giacomo Bonaventura
- Olivér Nagy
- Krisztián Németh
- András Simon
- Ben Mee
- Frederick Sears
- Daniel Sturridge
- Jordi Alba
- Aarón Ñíguez
- Fran Mérida
- Michalis Pavlis

### I 10 migliori giocatori del torneo secondo la UEFA
- Mihail Aleksandrov
- Vladimir Koman
- Ben Mee
- Fran Mérida
- Tomáš Necid
- Savio Nsereko
- Stefano Okaka
- Kyriakos Papadopoulos
- Silvano Raggio Garibaldi
- Richard Sukuta-Pasu